# 大苞延胡索
大苞延胡索（学名：Corydalis sewerzowii）为罂粟科紫堇属下的一个种。

## 扩展阅读
- 維基物種上的相關：大苞延胡索